# Christian Grindheim
Christian Grindheim (ur. 17 lipca 1983 w Haugesund) – piłkarz norweski grający na pozycji środkowego pomocnika, zawodnik norweskiego klubu FK Haugesund.

## Życiorys
Grindheim urodził się w mieście Haugesund, leżącym na północy kraju w regionie Rogaland. 

### Kariera klubowa
Karierę piłkarską rozpoczął w klubie FK Haugesund. 22 października 2000 zadebiutował w pierwszej lidze norweskiej w wygranym 1:0 domowym spotkaniu z Lillestrøm SK. Na koniec sezonu spadł jednak z Haugelund do drugiej ligi. Od 2002 do 2004 był podstawowym zawodnikiem tego klubu, a także pełnił funkcję kapitana zespołu.
W 2005 Grindheim dostał oferty z Vikinga Stavanger i z Vålerenga Fotball. Ostatecznie przeniósł się do stolicy Norwegii. 10 kwietnia rozegrał dla Vålerengi swoje pierwsze spotkanie w lidze, przegrane 1:3 na wyjeździe z Hamarkameratene. Już w 2005 roku wywalczył z Vålerengą mistrzostwo Norwegii, pierwsze dla klubu od 1984 roku. Z kolei w 2006 roku zajął z nią 3. miejsce w Tippeligaen. Do końca 2007 w barwach Vålerengi rozegrał 70 meczów, w których zdobył 7 goli.
W styczniu 2008 roku Grindheim podpisał kontrakt z holenderskim sc Heerenveen, do którego trafił za 2,2 miliona euro. W Eredivisie swój debiut zaliczył 16 lutego w meczu z Heraclesem Almelo, zremisowanym przez Heerenveen 2:2. Od początku sezonu 2008/2009 był podstawowym zawodnikiem drużyny z Abe Lenstra Stadion.
W latach 2011–2012 grał w duńskim FC København. W 2013 wrócił do Norwegii i do końca 2017 występował w klubie Vålerenga Fotball. W 2018 wrócił do FK Haugesund.

### Kariera reprezentacyjna
W latach 2004–2005 Grindheim rozegrał 15 meczów i zdobył jednego gola w reprezentacji Norwegii U-21. W pierwszej reprezentacji zadebiutował 17 sierpnia 2005 w przegranym 0:2 towarzyskim spotkaniu ze Szwajcarią. Pierwszą bramkę w kadrze narodowej zdobył 11 lutego 2009 w wygranym 1:0 sparingu z Niemcami, rozegranym w Düsseldorfie.

## Statystyki

### Klubowe
| Sezon   | Klub              | Kraj     | Rozgrywki    | Mecze | Bramki |
| ------- | ----------------- | -------- | ------------ | ----- | ------ |
| 2000    | FK Haugesund      | Norwegia | Tippeligaen  | 1     | 0      |
| 2001    | FK Haugesund      | Norwegia | Adeccoligaen | 12    | 1      |
| 2002    | FK Haugesund      | Norwegia | Adeccoligaen | 28    | 5      |
| 2003    | FK Haugesund      | Norwegia | Adeccoligaen | 29    | 5      |
| 2004    | FK Haugesund      | Norwegia | Adeccoligaen | 28    | 9      |
| 2005    | Vålerenga Fotball | Norwegia | Tippeligaen  | 24    | 2      |
| 2006    | Vålerenga Fotball | Norwegia | Tippeligaen  | 24    | 2      |
| 2007    | Vålerenga Fotball | Norwegia | Tippeligaen  | 22    | 3      |
| 2007/08 | sc Heerenveen     | Holandia | Eredivisie   | 9     | 0      |
| 2008/09 | sc Heerenveen     | Holandia | Eredivisie   | 30    | 4      |
| 2009/10 | sc Heerenveen     | Holandia | Eredivisie   | 28    | 1      |
| 2010/11 | sc Heerenveen     | Holandia | Eredivisie   | 30    | 2      |
| 2011/12 | FC København      | Dania    | Superligaen  | 30    | 0      |
| 2012/13 | FC København      | Dania    | Superligaen  | 7     | 0      |
| 2013    | Vålerenga Fotball | Norwegia | Tippeligaen  | 24    | 1      |
| 2014    | Vålerenga Fotball | Norwegia | Tippeligaen  | 29    | 4      |
| 2015    | Vålerenga Fotball | Norwegia | Tippeligaen  | 30    | 5      |
| 2016    | Vålerenga Fotball | Norwegia | Tippeligaen  | 28    | 1      |
| 2017    | Vålerenga Fotball | Norwegia | Tippeligaen  | 23    | 5      |
| 2018    | FK Haugesund      | Norwegia | Tippeligaen  |       |        |

## Sukcesy

### Klubowe
Vålerenga Fotball
- Mistrz Norwegii: 2005

sc Heerenveen
- Zdobywca Pucharu Holandii: 2008–09

FC København
- Zdobywca Pucharu Danii: 2011–12
- Mistrz Danii: 2012–13